# Houpsitas Indian Reserve 6
Houpsitas Indian Reserve 6 är ett reservat i Kanada.   Det ligger i Strathcona Regional District och provinsen British Columbia, i den sydvästra delen av landet, 3 800 km väster om huvudstaden Ottawa.